# Conophytum flavum
Conophytum flavum es una especie de planta suculenta perteneciente a la familia de las aizoáceas.  Es originaria de Sudáfrica.

## Descripción
Es una pequeña planta suculenta perennifolia de pequeño tamaño que alcanza los 4 cm de altura a una altitud de 850 - 1100  metros en Sudáfrica.
Está formada por pequeños cuerpos carnosos que forman grupos compactos de hojas casi esféricas, soldadas hasta el punto de que sólo una muy pequeña diferencia separan a las dos hojas. En la naturaleza, los grupos de hojas se esconden entre las rocas y en las grietas, que retienen depósitos apreciable de arcilla y arena.

## Taxonomía
Conophytum flavum fue descrita por  N.E.Br. y publicado en Gard. Chron. 1927, Ser. III. lxxxi. 32.
Etimología
conophytum: nombre genérico que deriva de las palabras griegas: κωνος (cono) = "cono" y φυτόν (phyton) = "planta".
flavum: epíteto latino que significa "de color amarillo".
Sinonimia
- Conophytum flavum subsp. flavum
- Conophytum luteum N.E.Br. (1930)
- Conophytum ornatum Lavis (1931)
- Conophytum tetracarpum Lavis (1934)
- Conophytum concinnum Schwantes (1927)
- Conophytum percrassum Schick & Tischer
- Conophytum tinctum Lavis (1934)
- Conophytum luteopurpureum N.E.Br.
- Conophytum prospersum N.E.Br.[3][4]